# Juan de la Rubia

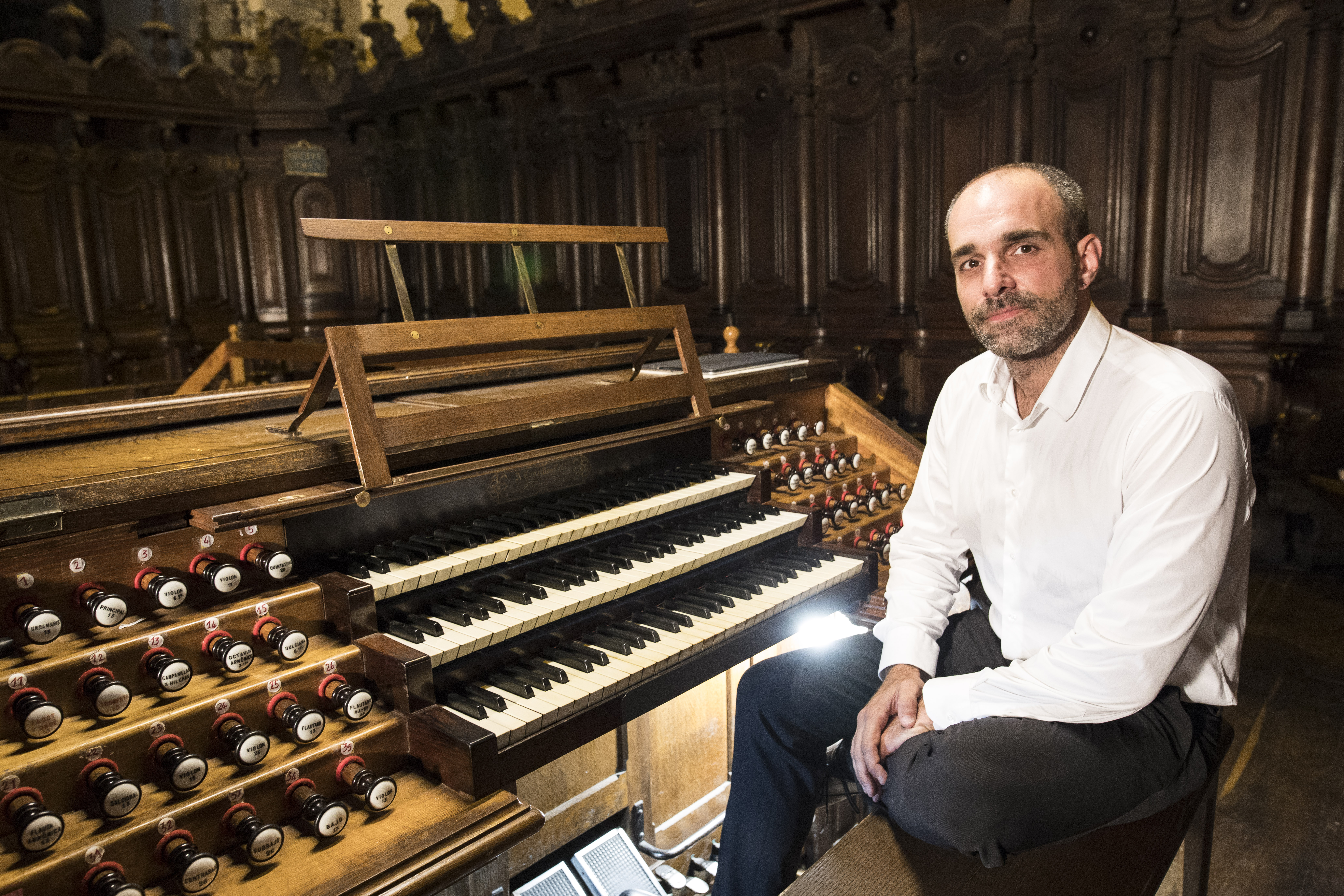
Juan de la Rubia im Jahr 2020

Juan de la Rubia (* 1982 in La Vall d’Uixó, Castelló) ist ein spanischer Organist.

## Leben
Juan de la Rubia wurde in La Vall d’Uixó, Castelló, geboren und trat in den vergangenen Jahren in allen großen einschlägigen Lokalitäten Europas auf, unter anderem in den Kathedralen von Barcelona, Madrid, León, San Sebastián und Köln, im Auditorio Nacional de Música von Madrid, im Palau de la Música Catalana und in Auditorio Alfredo Kraus auf Las Palmas de Gran Canaria. Er ist Organist der berühmten Kathedrale Sagrada Família von Gaudi in Barcelona und lehrt seit 2005 an der Musikhochschule von Katalonien. Sieben CD-Einspielungen legte er als Solist vor.
Sein breites Repertoire erstreckt sich von alter bis zu zeitgenössischer Musik mit Schwerpunkten bei den Orgelwerken Johann Sebastian Bachs, eigenen Improvisationen, Musik der spanischen Renaissance und des Barock, den großen Orgelwerken der Romantik von Liszt, Reubke, Wagner und Brahms (die 1. Sinfonie des zuletzt genannten übertrug er selbst auf die Orgel). Im April 2015 will er gemeinsam mit dem Freiburger Barockorchester Händels Orgelkonzerte aufführen.
Den Grundstock seiner musikalischen Ausbildung legten sein Vater und Ricardo Pitarch. Später studierte er Klavier, Cembalo und Orgel in Valencia, Barcelona, Berlin und Toulouse. Unter seinen Lehrern sind Óscar Candendo, Wolfgang Seifen, Michel Bouvard und Montserrat Torrent hervorzuheben. Meisterklassen belegte er bei Daniel Roth, Bernhard Haas, Enrico Viccardi, Wolfgang Zerer, Olivier Latry und Ton Koopman.
2002 gewann er den Concurso Permanente de Juventudes Musicales, 2004 den Premi El Primer Palau und seit 2012 ist er Mitglied der renommierten Royal Academy of Arts Sant Jordi. De la Rubia arbeitet darüber hinaus oft mit Kollegen anderer Disziplinen zusammen, betätigt sich als Schauspieler und steuert – improvisierend und interpretierend – Musik zu Filmen bei.